# Pselaphelia flavivitta
Pselaphelia flavivitta is een vlinder uit de familie nachtpauwogen (Saturniidae), onderfamilie Saturniinae.
De wetenschappelijke naam van de soort is voor het eerst geldig gepubliceerd door Walker in 1862.